# Wereldkampioenschap schaatsen allround vrouwen 1975
Het zesendertigste Wereldkampioenschap schaatsen allround voor vrouwen werd op 22 en 23 februari 1975 verreden op de kunstijsbaan van Drenthe in Assen, Nederland.
Dertig schaatssters uit dertien landen, Nederland (4), de DDR (1), Finland (1), Noorwegen (3), Polen (2), de Sovjet-Unie (4), West-Duitsland (1), Zweden (2), Zwitserland (1), China (1), Japan (3), Canada (3) en de Verenigde Staten (4) namen eraan deel. Veertien rijdsters debuteerden deze editie.
Voor het eerst sinds het WK van 1965, toen Stien Kaiser als eerste Nederlandse vrouw op het erepodium plaats nam, ontbrak een Nederlandse vrouw op dit erepodium.
De Oost-Duitse Karin Kessow legde beslag op de wereldtitel, zij was de vijfde vrouw die als debutante de titel wist te winnen, Maria Isakova, Chalida Sjtsjegolejeva, Inga Artamonova en Atje Keulen-Deelstra waren haar voor gegaan. Oost-Duitsland werd daarmee het zevende land, na Oostenrijk (1x), Noorwegen (4x), de Verenigde Staten (1x), Finland (3x), de Sovjet-Unie (20x) en Nederland (6x), waar de wereldtitel naartoe zou gaan.
Tatjana Averina werd voor het tweede opeenvolgende jaar tweede en de derde plaats ging naar de Amerikaanse Sheila Young.
Van de Nederlandse afvaardiging, bestaande uit de drie debutanten Sophie Westenbroek, Annie Borckink en Haitske Pijlman alsmede Sippie Tigchelaar, wist alleen Tigchelaar een afstandsmedaille te veroveren, goud op de 3000m.
De Noorse Sigrid Sundby reed dit jaar haar twaalfde WK Allround. Zij evenaarde daarmee het recordaantal deelnames die Christina Scherling in 1968 had neergezet.
Ook dit kampioenschap werd over de kleine vierkamp, respectievelijk de 500m, 1500m, 1000m en 3000m, verreden.

## Afstand medailles
| Afstand | Goud ·            | Zilver ·        | Brons ·         |
| ------- | ----------------- | --------------- | --------------- |
| 500m    | Sheila Young      | Cathy Priestner | Makiko Nagaya   |
| 1500m   | Karin Kessow      | Erwina Rys      | Tatjana Averina |
| 1000m   | Sheila Young      | Tatjana Averina | Cathy Priestner |
| 3000m   | Sippie Tigchelaar | Karin Kessow    | Tatjana Averina |

## Klassement
| Rang   | Schaatsster                    | Land                           | Punten  | 500m      | 1500m          | 1000m          | 3000m        |
| ------ | ------------------------------ | ------------------------------ | ------- | --------- | -------------- | -------------- | ------------ |
| Goud   | Karin Kessow                   | Duitse Democratische Republiek | 186,394 | 44,9 (8)  | 2.19,31 (1)    | 1.31,70 (4)    | 4.55,24 (2)  |
| Zilver | Tatjana Averina                | Sovjet-Unie                    | 186,653 | 44,5 (4)  | 2.20,98 (2)    | 1.30,97 (2)    | 4.58,05 (3)  |
| Brons  | Sheila Young                   | Verenigde Staten               | 186,984 | 42,3 (1)  | 2.23,42 (6)    | 1.30,87 (1)    | 5.08,65 (9)  |
| 4      | Erwina Rys                     | Polen                          | 187,312 | 44,6 (5)  | 2.20,39 (2)    | 1.32,20 (6)    | 4.58,89 (4)  |
| 5      | Cathy Priestner                | Canada                         | 190,415 | 43,7 (2)  | 2.25,12 (15)   | 1.31,56 (3)    | 5.15,37 (16) |
| 6      | Paula-Irmeli Halonen           | Finland                        | 190,487 | 45,0 (9)  | 2.24,09 (10)   | 1.31,77 (5)    | 5.09,43 (11) |
| 7      | Sippie Tigchelaar              | Nederland                      | 190,861 | 47,8 (29) | 2.23,23 (5)    | 1.33,62 (13)   | 4.51,05 (1)  |
| 8      | Sophie Westenbroek             | Nederland                      | 190,973 | 45,6 (11) | 2.23,80 (8)    | 1.33,37 (11)   | 5.04,53 (6)  |
| 9      | Tatjana Sjelechova-Rastopsjina | Sovjet-Unie                    | 191,655 | 45,9 (14) | 2.23,88 (9)    | 1.33,91 (15)   | 5.05,04 (7)  |
| 10     | Annie Borckink                 | Nederland                      | 191,695 | 46,3 (17) | 2.22,22 (4)    | 1.33,49 (12)   | 5.07,46 (8)  |
| 11     | Galina Stepanskaja             | Sovjet-Unie                    | 192,061 | 46,7 (24) | 2.24,19 (12)   | 1.33,62 (13)   | 5.02,93 (5)  |
| 12     | Makiko Nagaya                  | Japan                          | 192,145 | 44,2 (3)  | 2.26,96 (19)   | 1.33,29 (10)   | 5.13,88 (15) |
| 13     | Janina Korowicka               | Polen                          | 193,492 | 46,3 (17) | 2.24,71 (13)   | 1.34,96 (22)   | 5.08,85 (10) |
| 14     | Gayle Gordon                   | Canada                         | 193,620 | 46,3 (17) | 2.24,81 (14)   | 1.34,73 (19)   | 5.10,11 (12) |
| 15     | Sigrid Sundby                  | Noorwegen                      | 193,862 | 46,1 (16) | 2.24,12 (11)   | 1.34,93 (20)   | 5.13,54 (14) |
| 16     | Monika Holzner-Pflug           | West-Duitsland                 | 196,645 | 44,7 (6)  | 2.23,54 (7)    | 1.43,91 * (30) | 5.12,86 (13) |
| NC17   | Ljoedmila Ankudimova           | Sovjet-Unie                    | 141,198 | 45,6 (11) | 2.28,30 (20)   | 1.32,33 (7)    | -            |
| NC18   | Connie Carpenter               | Verenigde Staten               | 141,380 | 46,0 (15) | 2.25,17 (16)   | 1.33,98 (16)   | -            |
| NC19   | Sylvia Filipsson               | Zweden                         | 141,952 | 46,3 (17) | 2.25,31 (17)   | 1.34,43 (17)   | -            |
| NC20   | Leah Poulos                    | Verenigde Staten               | 142,263 | 44,8 (7)  | 2.33,82 (27)   | 1.32,38 (8)    | -            |
| NC21   | Lisbeth Korsmo-Berg            | Noorwegen                      | 143,095 | 46,7 (24) | 2.26,10 (18)   | 1.35,39 (23)   | -            |
| NC22   | Denise Chlapaty                | Verenigde Staten               | 143,422 | 46,3 (17) | 2.28,94 (21)   | 1.34,95 (21)   | -            |
| NC23   | Chieko Ito                     | Japan                          | 145,243 | 47,3 (28) | 2.29,32 (22)   | 1.36,34 (24)   | -            |
| NC24   | Fu Huimin                      | China                          | 145,483 | 46,6 (22) | 2.31,30 (24)   | 1.36,90 (25)   | -            |
| NC25   | Haitske Pijlman                | Nederland                      | 146,155 | 45,6 (11) | 2.42,72 * (28) | 1.32,63 (9)    | -            |
| NC26   | Heidi Schalch                  | Zwitserland                    | 146,372 | 46,7 (24) | 2.31,82 (26)   | 1.38,13 (27)   | -            |
| NC27   | Berit Haugård                  | Noorwegen                      | 147,178 | 47,0 (27) | 2.30,70 (23)   | 1.39,89 (29)   | -            |
| NC28   | Marikio Sugawara               | Japan                          | 147,728 | 48,0 (30) | 2.31,45 (25)   | 1.38,49 (28)   | -            |
| NC29   | Ann-Sofie Järnström            | Zweden                         | 149,347 | 45,3 (10) | 2.50,30 * (29) | 1.35,56 (18)   | -            |
| NC30   | Liz Appleby                    | Canada                         | 154,562 | 46,6 (22) | 2.57,70 * (30) | 1.37,59 (26)   | -            |

* = met val
NC = niet gekwalificeerd
NF = niet gefinisht
NS = niet gestart
DQ = gediskwalificeerd
Vet gezet = kampioenschapsrecord